# Kostrynska Roztoka
Kostrynska Roztoka (ukrajinsky Костринська Розтока, maďarsky Csontosrosztoka) je ves v okrese Užhorod v Zakarpatské oblasti Ukrajiny. Patří do územního obvodu kostrynské sídelní rady a do územního obvodu kostrynské venkovské komunity. Nachází se v Užanském národním parku, na levém břehu řeky Uh. V roce 2001 zde žilo 493 obyvatel.
Do podepsání Trianonské smlouvy byla ves součástí Uherska, poté byla součástí Československa. Od roku 1945 ves patřila Sovětskému svazu, resp. Ukrajinské sovětské socialistické republice; nakonec od roku 1991 je součástí samostatné Ukrajiny.